# Prentkunstenaar
Een prentkunstenaar is iemand die tekeningen en andere kunstwerken voorbereidt, ontwerpt en ontwikkelt, en die de technieken en materialen klaarmaakt om grafische kunst te drukken.